# Youya
Youya est un aristocrate égyptien de la XVIIIe dynastie.

## Généalogie
Il porte les titres de père divin, chef de la cavalerie et prêtre de Min.
Son épouse Touya, est grande des recluses d'Amon, et grande des recluses de Min.
Sa fille Tiyi est quant à elle l'épouse d'Amenhotep III.
Fort de son influence, il fait de son fils Âanen le Deuxième Prophète d'Amon à Thèbes.
Certains éléments laissent présumer que le « Père Divin » Aÿ pourrait avoir également été un des enfants du couple. Dans ce cas, il l'aurait installé comme maître des haras, Supérieur de la charrerie, sous le règne de son petit-fils Akhenaton.
Preuve que cette famille aristocratique originaire d'Akhmîm en Haute-Égypte exerçait une mainmise sur les plus hautes fonctions de l'État.
Selon Cyril Aldred, il serait d'origine sémite.

## Sépulture

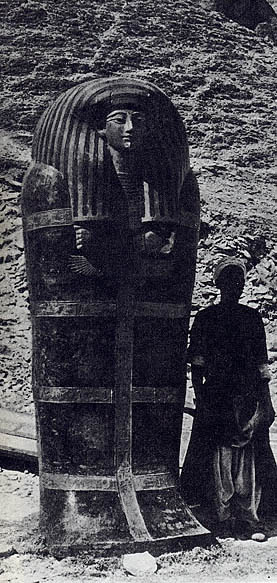
Image d'un cercueil extérieur de Youya

Sa tombe (KV46), où il est enterré avec sa femme Touya, l'une des rares tombes de particuliers à avoir été creusée dans la vallée des Rois, était particulièrement bien conservée.
Le mobilier funéraire de la tombe, préservé dans sa presque intégralité, est d'une grande richesse, meubles, céramiques, statuettes, vases canopes et sarcophages luxueux. Il sera mis en valeur au Musée égyptien du Caire grâce à la place libérée par le départ du trésor de Toutânkhamon vers le nouveau Grand Musée égyptien de Gizeh.